# Andrés Olivas (Leichtathlet)
Andrés Eduardo Olivas Núñez (* 27. Mai 1998 in Chihuahua, Chihuahua) ist ein mexikanischer Geher.

## Sportliche Laufbahn
Andrés Olivas sammelte im Jahr 2015 erste internationale Wettkampferfahrung im Gehen, nachdem er sich für die U18-Weltmeisterschaften in Cali qualifiziert hatte. In dem Wettkampf über 10.000 Meter stellte er eine neue Bestzeit auf und verpasste als Vierter knapp die Medaillenränge. Ein Jahr später belegte er bei den Geher-Teamweltmeisterschaften in Rom den fünften Platz in der Altersklasse der Junioren. 2017 trat er in Peru bei den U20-Meisterschaften Panamerikas über 10.000 Meter an und gewann mit neuer Bestzeit von 40:45,31 min die Silbermedaille. 2018 stieg Olivas in die Altersklasse der Erwachsenen auf und bestritt seine ersten Wettkämpfe über 20 km, wobei er sich für die im August stattfindenden Zentralamerika- und Karibikspiele in Kolumbien qualifizierte und in 1:28:12 h die Bronzemedaille gewinnen konnte. 2019 vertrat er Mexiko bei den Panamerikanischen Spielen in Lima und erreichte mit Bestzeit von 1:22:36 h als Sechster das Ziel.
Im Frühjahr 2021 stellte Olivas in der Slowakei mit 1:19:54 h eine neue Bestleistung auf und qualifizierte sich damit, als einer von insgesamt drei Gehern aus dem mexikanischen Bundesstaat Chihuahua, für die Olympischen Sommerspiele in Tokio. Anfang August ging er beim in Sapporo ausgetragenen Wettkampf an den Start und beendete ihn nach 1:22:46 h auf dem elften Platz. 2022 trat Olivas zum ersten Mal bei den Weltmeisterschaften an und landete bei seinem WM-Debüt auf dem 18. Platz. 2023 trat er in Budapest erneut bei den Weltmeisterschaften an. Dort blieb er über 20 km eine Sekunde hinter seiner Bestzeit aus dem Jahr 2021 zurück und belegte am Ende, genau wie 2022, den 18. Platz.

## Wichtige Wettbewerbe
| Jahr               | Veranstaltung                     | Ort                | Platz              | Disziplin          | Zeit               |
| Startet für Mexiko | Startet für Mexiko                | Startet für Mexiko | Startet für Mexiko | Startet für Mexiko | Startet für Mexiko |
| ------------------ | --------------------------------- | ------------------ | ------------------ | ------------------ | ------------------ |
| 2015               | U18-Weltmeisterschaften           | Cali               | 4.                 | 10.000 m Bahngehen | 43:27,70 min       |
| 2017               | U20-Panamerikameisterschaften     | Trujillo           | 2.                 | 10.000 m Bahngehen | 40:45,31 min       |
| 2018               | Zentralamerika- und Karibikspiele | Barranquilla       | 3.                 | 20 km Gehen        | 1:28:12 h          |
| 2019               | Panamerikanische Spiele           | Lima               | 6.                 | 20 km Gehen        | 1:22:36 h          |
| 2021               | Olympische Sommerspiele           | Tokio              | 11.                | 20 km Gehen        | 1:22:46 h          |
| 2022               | Weltmeisterschaften               | Eugene             | 18.                | 20 km Gehen        | 1:23:36 h          |
| 2023               | Weltmeisterschaften               | Budapest           | 18.                | 20 km Gehen        | 1:19:55 h          |

## Persönliche Bestleistungen
- 10.000-m-Bahngehen: 39:43,24 min, 22. Juli 2023, Puebla
- 20-km-Gehen: 1:19:54 h, 20. März 2021, Dudince